# Eschweilera praealta
Eschweilera praealta là một loài thực vật có hoa trong họ Lecythidaceae. Loài này được (Sprague) Sandwith mô tả khoa học đầu tiên năm 1955.